# Viktorin Jurić
Viktorin Jurić - Paša (Drijenča, 10. veljače 1961.), heroj Domovinskog rata, heroj Sajmišta, Vukovara

## Životopis
Rodom je iz Drijenče. Iz rodnog kraja otišao je u Austriju, a 1991. godine bio je u Beču odakle se vratio u Hrvatsku te dragovoljno pristupio HOS-u. Borio se na karlovačkom bojištu. S još 60-ak suboraca otišao je na Mejaško Selo na Koranu gdje je imao vatreno krštenje. Potom je s pripadnicima HOS-a u Zagrebu u akciji blokade borongajske vojarne. Koncem rujna 1991. otišao je na bojište u Vukovar. Istakao se u borbama na najtežem gradskom bojištu u posljednjem dijelu vukovarske bitke, Sajmištu. Iz gotovo beznadežne situacije okruženog i okupiranog Vukovara zaputio se u proboj. 
Pred odlazak u proboj otišao je u bolnicu pozdraviti se s ranjenicima. Nikome nije govorio za planirani proboj. Francuskog dragovoljca u HOS-u Jean-Michel Nicoliera obavijestio je da idu u proboj, govoreći mu na slabom engleskom i njemačkom, ponudivši mu da će ga ponijeti. Slabašni Nicolier koji je tad imao samo 48 kg je odbio, na miješavini francuskog, engleskog i hrvatskog, spominjući Ženevsku konvenciju u koju se uzdao, uvjeren da će za desetak dana biti u Zagrebu. Akcija proboja odvijala se je u nemogućim uvjetima. Kod Henrikovaca i Cerića na raskrižju ih je gađao snajper. Kilometar i pol hodali su između špagica, po minskom polju, dok su ih velikosrpski agresori tražili transporterom. Ušavši u Nuštar, jedan je suborac išao na previjanje, a Jurić i još nekoliko njih vratili su se po istoj čistini po ranjenika. Slijedili su žice dalekovoda i tako nakon duge hodnje napokon stigli u Vinkovce. Trideset sati probijao se Jurić prema slobodnom teritoriju Republike Hrvatske, noseći ranjenog prijatelja. Akcija izvlačenja bila je uspješna. Izbijanjem velikosrpske agresije na BiH vratio se u rodni kraj. Zapovijedao je bojnom "Pro Patria" iz Drijenče kod Tuzle i zaslužan je za organiziranje obrane Drijenče. Borben i hrabar, bio je primjer bojovnicima. U jednoj akciji stao je na nagaznu minu zbog čega je ostao bez noge. Nikad nije klonuo duhom, nego je nastavio svoj borbeni put.